# Шуп, Линдсей
Линдсей Шуп (англ. Lindsay Shoop; род. 25 сентября 1981, Шарлотсвилл, Виргиния) — американская гребчиха, выступавшая за сборную США по академической гребле в период 2005—2009 годов. Чемпионка летних Олимпийских игр в Пекине, трёхкратная чемпионка мира, победительница многих регат национального и международного значения.

## Биография
Линдсей Шуп родилась 25 сентября 1981 года в городе Шарлотсвилл, штат Виргиния. Заниматься академической греблей начала в 2002 году во время учёбы в Виргинском университете — состояла в университетском гребном клубе, в течение трёх сезонов принимала участие в различных студенческих соревнованиях. Позже проходила подготовку в Гребном тренировочном центре Соединённых Штатов в Принстоне.
Первого серьёзного успеха на взрослом международном уровне добилась в сезоне 2005 года, когда вошла в основной состав американской национальной сборной и побывала на этапе Кубка мира в Мюнхене, откуда привезла награду бронзового достоинства, выигранную в восьмёрках. Также в этом сезоне выступила на чемпионате мира в Гифу, где заняла четвёртое место в восьмёрках и шестое место в безрульных двойках.
В 2006 году в восьмёрках стала серебряной призёркой на этапе Кубка мира в Люцерне и одержала победу на мировом первенстве в Итоне.
В 2007 году в восьмёрках была лучшей на этапе Кубка мира в Люцерне и на чемпионате мира в Мюнхене.
Благодаря череде удачных выступлений удостоилась права защищать честь страны на летних Олимпийских играх 2008 года в Пекине. Вместе с командой, куда также вошли гребчихи Элеанор Логан, Эрин Кафаро, Анна Гудейл, Анна Камминс, Сьюзан Франсия, Кэролайн Линд, Кэрин Дэвис и рулевая Мэри Уиппл, одержала победу в восьмёрках, превзойдя шедшие рядом лодки из Нидерландов и Румынии почти на две секунды — тем самым завоевала золотую олимпийскую медаль.
После пекинской Олимпиады Шуп ещё в течение некоторого времени оставалась в составе гребной команды США и продолжала принимать участие в крупнейших международных регатах. Так, в 2009 году на мировом первенстве в Познани она добавила в послужной список ещё одну золотую медаль в восьмёрках, став таким образом трёхкратной чемпионкой мира по академической гребле. Кроме того, в той же дисциплине выиграла серебряную медаль на этапе Кубка мира в Люцерне.
Завершив спортивную карьеру, занималась тренерской деятельностью, в 2012—2014 годах бала помощницей главного тренера в гребной команде старшей школы Pine Crest School в Форт-Лодердейле.